# Bernard de Neufmarché

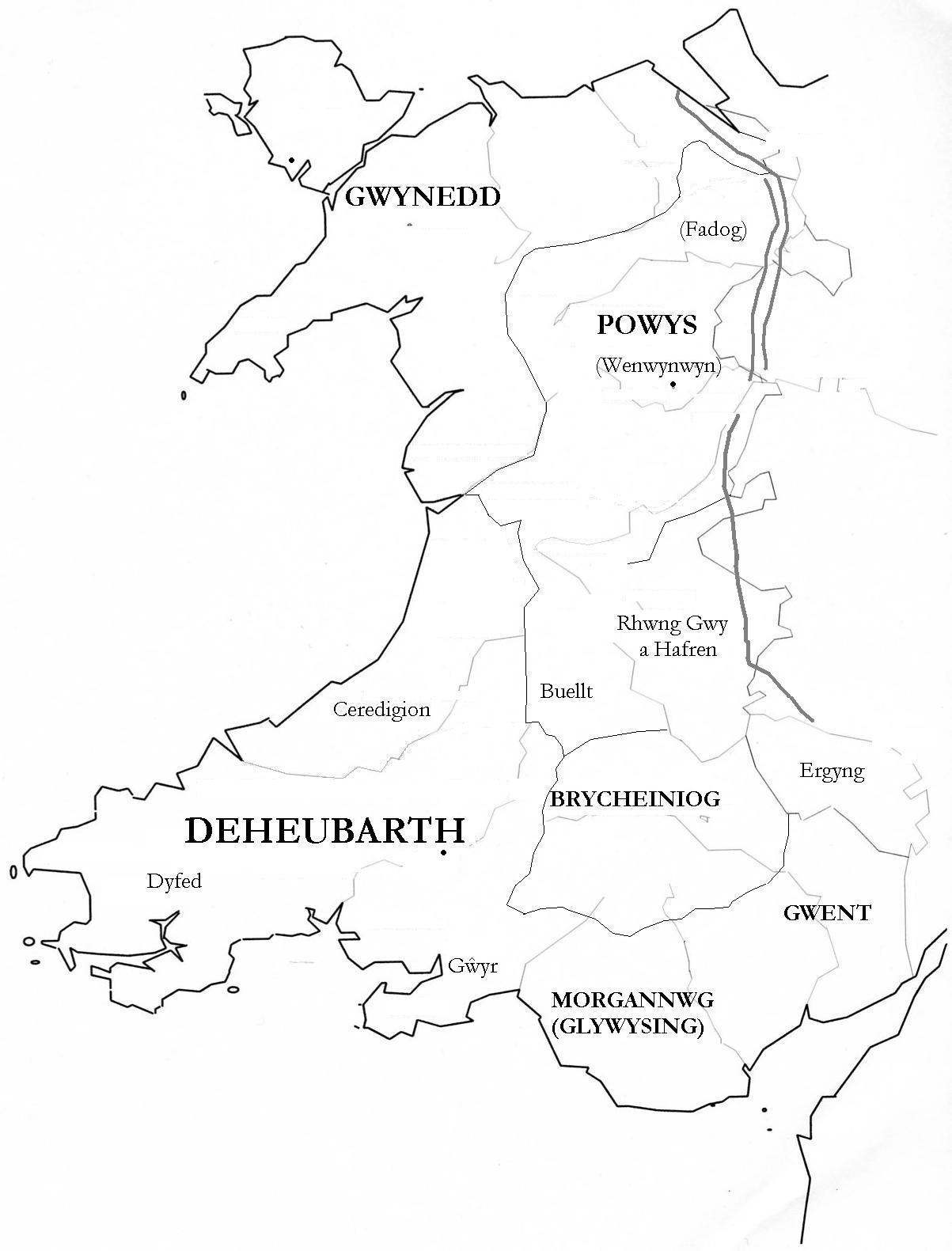
Mapa de los reinos de Gales en la época de Hastings.

Bernard de Neufmarché (c. 1050) fue un caballero normando menor, «el primero de los conquistadores originales de Gales», que logró el poder en las marcas fronterizas galesas antes de emprender la invasión y conquista del Reino de Brycheiniog entre 1088 y 1095. A partir de los restos del viejo reino galés, Bernard creó el señorío anglonormando de Brecon. Su apodo proviene de Neuf-Marché, del latín Novo Mercato, y a veces ha sido anglicanizado como Newmarket o Newmarch, como en Newmarch Street; una carretera de Brecon.
Bernard era hijo del barón Geoffrey de Neufmarché y Ada de Hugleville, y nació en el castillo de Le-Neuf-Marché-en-Lions en la frontera entre Normandía y Beauvais. Sus antepasados maternos habían fundado la ciudad de Auffay al sur de Dieppe en el Scie, mientras que su abuelo paterno, Turquetil de Neufmarché había servido con el joven Guillermo II de Normandía, siendo asesinado en el cargo. Por parte de su madre, era descendiente de Ricardo II de Normandía.

## Llegada a Inglaterra
Debido a que la familia de Bernard mantenía vínculos con el monasterio de Saint-Evroul-sur-Ouche, el cronista monástico Orderico Vital, que pertenecía a aquella congregación, conocía bien a Berard y a su familia, aunque esto no reduce la oscuridad general sobre sus orígenes o su vida comparada con la de los otros Lores de la Marca más ricos, como el gran Roger de Montgomery.
La participación de Bernard en la Batalla de Hastings y por tanto en la conquista normanda de Inglaterra está sujeta a debate. Aunque Bernard tenía conexiones familiares con el puerto de Saint-Valery-sur-Somme desde donde partió la flota de Guillermo, Bernard no gobernaba la ciudad y no tenía por qué estar en la flota. Posteriormente se relacionó con la Abadía de Battle: estableció un núcleo de aquella abadía en Brecon, pero bien pudo ser una fundación análoga para señalar su conquista de Brycheiniog. La peculiar ausencia de Bernard del Domesday Book más o menos complica el caso de su presencia en Hastings, ya que es imposible que un noble que interviniera en la famosa batalla no hubiera recibiera tierras que le permitieran figurar en el Domesday si todavía vivía en 1087.

## Ascenso al poder
Bernard fue recompensado finalmente por el rey, por entonces Guillermo Rufus, en 1086 o 1087.  Recibió tierras en Herefordshire y tierras que habían retornado a la corona tras las muertes de Gilbert fitz Thorold y Alfred de Marlborough. Las tierras de Gilbert estaban concentradas en Herefordshire e incluían los manors de Bach, Middlewood, y Harewood en Golden Valley y los castillos de Dorstone, Snodhill, y Urishay conectando Clifford Castle a Ewyas Harold, que pertenecían al señorío de Alfred. Entre las adquisiciones de Bernard recibidas de Gilbert estaba la domus defensabilis de Eardisley. De Alfred recibió Pembridge, Burghill, y Brinsop. De estos Snodhill no fue fundado hasta el siglo XII, convirtiéndose en la cabeza del honor de Chandos. Bernard se estableció también en Speen y Newbury en Berkshire y Brinsop y Burghill en Herefordshire en algún momento antes de 1079. Gobernaría estos dos últimos vills desde su honor de Brecon en el siglo XII. La omisión de Bernard de Domesday es especialmente extraña allí. Es posible que disfrutara de alguna clase de exención.
Probablemente como consecuencia de su rápido ascenso en las marcas, Bernard atrajo la atención de Osbern fitz Richard, que le dio a su hija, Agnes (Nest), cuya madre era la princesa galesa Nest, hija de Gruffydd ap Llywelyn y Edith de Mercia, en matrimonio en algún momento antes de 1099. Aportó como dote Berrington y Little Hereford.
Todas las propiedades de Bernard se situaban en el valle del Río Wye y a lo largo de una antigua calzada Romana que iba de Watling Street a Y Gaer y seguía hasta Brycheiniog. Las posibilidades militares de aquella carretera podrían haber favorecido sus expediciones militares posteriores.

## Conquista de Brycheiniog
Bernard se unió la rebelión de los lores de las marcas contra William Rufus en la Cuaresma de 1088. Bernard se libró del castigo real y el rey probablemente concedió a los barones el derecho a expandir sus tierras a expensas de los reinos galeses de Brycheiniog, Morgannwg, y Gwynllwg. Poco después del acuerdo con el rey, Bernard encabezó una invasión de Brycheiniog que concluiría con su conquista. Antes del fin de año, sin embargo, había capturado Glasbury, ya que emitió un diploma por las tierras cercanas a favor de la abadía de San Pedro de Gloucester (otoño 1088).
La cronología de los eventos en este punto es a menudo confusa. Puede que Bernard ya controlara Brycheiniog por 1088 si había heredado una reclamación sobre él iniciada tras la derrota de Roger de Breteuil, Conde de Hereford, en 1075. En 1088 el rey, William Rufus, confirmó un diploma anterior en el que Bernard declaraba que había realizado un intercambio "dentro de su señorío de Brycheiniog" en Glasbury. Ya poseía Castell Dinas, probablemente construido por el Conde de Hereford antes de 1075.
Tras la conquista inicial de 1088, Bernard continuó en guerra con Brycheiniog hasta 1090, probablemente apoyado por Richard Fitz Pons, señor de Clifford. Talgarth fue capturado rápidamente y se construyó un castillo en Bronllys en la confluencia de los ríos Dulais y Llynfi, probablemente cerca del llys del tywysog del commote de Bronllys. En 1091 Bernard había alcanzado el valle del Usk, que estaba en el centro del reino del que sería su principado.
Hay alguna discrepancia en esta descripción de los acontecimientos. Richard Fitz Pons era señor  de Llandovery, lo que había logrado probablemente a través de Glamorgan, ya en 1088. Bronllys El castillo no pudo haber sido construido hasta 1144, cuando Roger Fitzmiles, Conde de Hereford, aparece concediendo este territorio como mantenimiento de cinco caballeros a Walter de Clifford, hijo de Richard Fitz Pons.
Según relatos muy posteriores y reconstrucciones, de dudosa exactitud pero que contienen algunas referencias históricamente verificables, el rey de Brycheiniog, Bleddyn ap Maenarch, se alió con el rey de Deheubarth, Rhys ap Tewdwr, en 1093 (o quizás 1094) e intentó atacar a Bernard que se hallaba construyendo un castillo en Brecon en el Usk y Honddu en el centro de una gran llanura en el cruce de numerosas vías romanas. Bleddyn dirigió una carga montaña arriba, pero los galeses fueron derrotados y Rhys murió en la batalla. Brecknock Priory, que fue fundado posteriormente en el lugar de la batalla, pudo haber sido construido en el sitio donde Rhys presuntamente cayó. Bleddyn murió poco después y Bernard consiguió avanzar portodo Brycheiniog.
Registros históricos fiables no refieren rey alguno de Brycheiniog después de Tewdwr ab Elise que murió después de 934. Ciertamente no hay referencias contemporánea a Bleddyn ap Maenarch. El galés Bruts sencillamente afirma que «Rhys ap Tewdwr, rey de Deheubarth, fue muerto por los franceses que habitaban Brycheiniog.» Este pasaje evidencia la creencia de que la conquista de Brycheiniog estaba prácticamente finalizada en la Pascua de 1093 y que el efecto principal de la batalla de Brecon fue abrir el camino a la conquista de Deheubarth.

## Pacificación y administración de Brycheiniog
Siguió el Usk aguas abajo a Ystradyw, que conquistó, lo cual provocó las protestas de los obispos de Llandaff, ya que la anexión de Ystradyw conllevaba su salida de la diócesis y su incorporación al señorío de Brecon, que estaba bajo la autoridad episcopal de Saint David. En primavera de 1094, el sur de Galés se rebeló contra los normandos que dominaban el territorio. Brycheiniog no resultó afectado y los normandos de la zona lanzaron un contraataque desde Ystrad Tywy y Cantref Bychan que devastó Kidwelly y Gower pero que no logró sofocar la revuelta. En 1095 el alzamiento se había extendido a Brycheiniog y a galeses de la zona rural, aliados con sus compatriotas de Gwynllwg y Gwent recuperaron el control de la provincia mientras los normandos se retiraban a sus fortalezas.
Desde Glamorgan se enviaron dos expediciones para aliviar la situación de las guarniciones de Brycheiniog. La primera fue aplastada en batalla en Celli Carnant, pero la segunda consiguió derrotar a los rebeldes en Aber Llech. Lo que siguió fue el incastellamento completo de Brycheiniog. Entre los castillos construidos durante el señorío de Bernard para defender las entradas de Brycheiniog desde el sureste estána Tretower, Blaen Llyfni (no atestiguado antes de que 1207–1215), y Crickhowell.
Bernard entregó abundantes tierras galesas en feudo a sus seguidores. Richard fitz Pons pudo haber recibido Cantref Selyff en la frontera occidental de Brycheiniog e inmediatamente inició a pequeña escala el proceso por el que Bernard había conseguido gobernar Brycheiniog. Sin embargo, es su hijo Walter el que aparece por primera vez como poseedor de Cantref Selyff. Además, Bernard entregó las tierras menos habitables a los hijos del rey que había derrocado, creando una aristocracia galesa leal. Los normandos habitaban predominantemente en los valles y tierras llanas en una sociedad agraria mientras los galeses se dedicaban más al pastoreo y mantenían colinas y montañas, creando una cooperación económica beneficiosa para todos. Entre los hijos de Bleddyn, Gwrgan recibió Blaen Llyfni y Aberllyfni mientras Caradog recibió un país montañoso innominado, y Drymbenog, hermano de Bleddyn, recibió territorios vecinos a los de Richard Fitz Pons.

## Herencia
De su matrimonio con Nest ferch Osbern (c. 1079-1163), hija de Osbern Fitz Richard, segundo barón of Burford (c. 1045-1100), nacieron varios hijos:
- Sibyl de Neufmarché;
- Guillermo de Neufmarché (c. 1080-?), se casó con Mabilia de Ballon (c. 1095-?), una hija de Wynebald de Ballon (c. 1058-1125);
- Ivo [Yves] de Neufmarché (c. 1125-?), se casó con Emma de Saint Elizabeth (c. 1110-1146), una hija de Hugo de Saint Elizabeth (Saint Liz) (c. 1090-1107).

### Ilegítimos
- Mahel de Neufmarché (c. 1099-?);

## Muerte y sucesión
Bernard murió alrededor de 1125 y fue enterrado en la abadía de Gloucester. Por aquel entonces, había creado un floreciente burgo floreciente alrededor de su castillo de Brecon. Enrique I había casado en 1221 a Sibyl de Neufmarché, hija de Bernard, con Miles Fitz Walter, Gran Sheriff de Gloucestershire, que recibió una parte importante del honor de Bernard como dote, incluyendo el castillo de Hay-on-Wye. Según Giraldus Cambrensis esto se debió a que Mahel de Neufmarché, hijo y heredero de Bernard había mutilado el paramour de su madre. En venganza su madre, Nesta, juró al rey que su hijo era ilegítimo. Esto permitió a Enrique I desposeer a Mahel y entregar las tierras a su amigo y confidente Miles Fitz Walter, junto con la hija de Bernard en matrimonio.